# Mosquée de Mariyam Zamani
 (mars 2025).
 (novembre 2024).
La  Mosquée de Mariyam Zamani  est un édifice moghole, situé à Lahore dans le Pendjab, au Pakistan. 
Il fut construit en 1614, par Mariam-uz-Zamani (en), la femme de l’empereur Akbar, pendant le règne de son fils Jahângîr.
Il s’agit de la première mosquée moghole à Lahore.

## Référence
- (en) K. Mumtaz, Architecture in Pakistan, Mimar Book, Butterworth Architecture, 1985, PP56.